# Léopold Son
Pour les articles homonymes, voir Son.
Léopold Son est un gymnaste belge.

## Biographie
Léopold Son fait partie de l'équipe de Belgique qui remporte la médaille de bronze en système suédois par équipes aux Jeux olympiques d'été de 1920 se tenant à Anvers.